# Atak na Nalczyk
Atak na Nalczyk – stolicę Kabardyno-Bałkarii, miał miejsce 13 października 2005 roku. Był to największy zamach przeprowadzony przez islamistyczne ugrupowania na Północnym Kaukazie po zakończeniu wojny w Czeczenii. Atakujący, liczący około 250 bojowników, starali się przejąć kontrolę nad miastem. Zginęło 95 bojowników, 35 funkcjonariuszy siłowych oraz 15 cywilów, a 125 funkcjonariuszy i 66 cywilów zostało rannych.

## Przyczyny ataku
Wydarzenia w Nalczyku były wynikiem długotrwałego procesu, w którym na terenie Kabardyno-Bałkarii wykształciła się radykalna społeczność islamska, skupiona wokół Dżamaatu Kabardyno-Bałkarii. Konflikt nasilił się, gdy władze republiki rozpoczęły brutalną walkę z radykalnymi salafitami. W odpowiedzi, lider dżamaatu, Musa Mukożew, wezwał do zbrojnego powstania przeciwko rosyjskim władzom. W wyniku brutalnych represji, aresztowań i tortur, salafiści, którzy byli prześladowani przez siły porządkowe, podjęli decyzję o zbrojnej konfrontacji.

## Strona atakująca
Siły, które zaatakowały Nalczyk, były zróżnicowane. Główne grupy bojowników stanowiły osoby wyznające salafizm, w tym członkowie Dżamaatu Jarmuk Anzora Astemirowa oraz Dżamaatu Talibanu Ilessa Gorczhanowa. W skład atakujących wchodzili także bojownicy z Czeczeńskiego Frontu Sił Zbrojnych Czeczeńskiej Republiki Iczkerii, pod dowództwem Szamila Basajewa. Ich rola w ataku była jednak ograniczona, a bojownicy ci nie odegrali decydującej roli w przebiegu starć. Obserwatorzy zauważali, że bojownicy dzielili się na dwie grupy. Część z nich pochodziła z lasów i była uzbrojona w improwizowaną broń, natomiast inni bojownicy byli lepiej wyposażeni, co sugerowało, że atakowały dwie różne grupy: jedna działająca z zewnątrz, a druga w obrębie samego miasta. Szacuje się, że około jednej trzeciej napastników pochodziło z Nalczyka.

## Przebieg ataku
Atak na miasto rozpoczął się 13 października około godziny 9:00, kiedy jednocześnie zaatakowano od 13 do 18 obiektów, w tym siedziby OMON-u, Ministerstwa Spraw Wewnętrznych Kabardyno-Bałkarii, oddział pogranicznych wojsk FSB, a także lotnisko, jednostki wojskowe, sklep myśliwski oraz stację łączności komórkowej. Część obiektów została przejęta przez napastników, podczas gdy inne, takie jak budynek FSB, oddział służby pogranicznej oraz lotnisko, zostały skutecznie obronione. Do miasta szybko przerzucono siły z 135 Pułku 58 Armii, 1500 żołnierzy Wojsk Wewnętrznych, 500 funkcjonariuszy OMON-u oraz śmigłowce. Ostateczna kontrola nad miastem została przywrócona dopiero około godziny 14:00 14 października, po likwidacji bojowników, którzy ukryli się w trzech obiektach milicji oraz innych punktach.

## Przyczyny niepowodzenia ataku
Pomimo starannego przygotowania, atak na Nalczyk zakończył się porażką. Bojownicy opracowali szczegółowy plan operacji, który przewidywał zaatakowanie określonych obiektów przez poszczególne grupy. Plan zakładał sformowanie sześciu grup bojowych oraz 16 podgrup, a także rezerwy, która miała wspierać główne siły w razie potrzeby. Początkowo atak miał odbyć się 4 listopada, ale decyzja o przyspieszeniu operacji została podjęta po aresztowaniu kuriera z pieniędzmi, który próbował kupić wyposażenie wojskowe. Ostatecznie atak rozpoczął się 13 października, ale już w początkowej fazie napastnicy napotkali trudności. Jeden z mieszkańców Nalczyka zawiadomił milicję o uzbrojonych osobach, co spowodowało interwencję służb i opóźniło działania jednej z grup bojowników. Dodatkowo wiele grup zostało skompletowanych w ostatniej chwili, a część bojowników dowiedziała się o ataku dopiero kilka godzin przed jego rozpoczęciem. Brak wcześniejszych przygotowań i koordynacji, a także fakt, że wiele osób nie miało wiedzy o szczegółach operacji, spowodował chaos. Atakującym brakowało również doświadczenia bojowego. Większość bojowników nie miała żadnego doświadczenia w walce, a wiele osób, w tym dowódcy, po raz pierwszy miało broń w ręku. Bojownicy, uzbrojeni głównie w lekką broń, improwizowane ładunki wybuchowe oraz granatniki, nie potrafili skutecznie wykorzystać dostępnych im zasobów. W efekcie wiele grup zostało szybko rozproszonych, a napastnicy zginęli w walce. W szczególności bojownicy rekrutujący się z lokalnej młodzieży otwierali ogień, wychodząc naprzeciw przeciwnikom, co skutkowało ich natychmiastową likwidacją. Kolejnym czynnikiem, który przyczynił się do porażki, był brak skutecznego dowodzenia. Szamil Basajew, lider Czeczeńskiego Frontu, znajdował się na jednym z okolicznych wzgórz, skąd obserwował walki, ale nie zdecydował się na zaangażowanie swojego oddziału, który liczył od 150 do 300 doświadczonych bojowników. Dowodzenie na miejscu miało sprawować Anzor Astemirow, lider Dżamaatu Kabardyno-Bałkarii, jednak nie ma żadnych informacji o jego aktywnym udziale w walkach. Wszystko wskazuje na to, że zarówno Basajew, jak i Astemirow nie uczestniczyli bezpośrednio w starciach, co potwierdza brak koordynacji i rozproszenie dowodzenia.

## Skutki ataku
Atak na Nalczyk, mimo jego dużej skali, zakończył się całkowitą porażką napastników. Zginęło wielu bojowników, a sama operacja nie zdołała osiągnąć swojego głównego celu – destabilizacji regionu. Choć atak przyciągnął międzynarodową uwagę, bojownicy nie zdobyli żadnego z obiektów, które były celem ich operacji. Władze Kabardyno-Bałkarii zareagowały brutalnymi represjami, które pogłębiły spirale przemocy w regionie. Wydarzenia te miały także wpływ na dalsze działania islamistycznego podziemia, prowadząc do jeszcze bardziej intensywnych represji ze strony władz.